# Memorialul gloriei militare (Dubăsari)
Memorialul gloriei militare este un monument amplasat în Dubăsari, Republica Moldova. Este un monument istoric de importanță națională inclus în Registrul monumentelor Republicii Moldova ocrotite de stat cu nr. 372 (raionul Dubăsari).